# Dhaubadi
Dhaubadi (nepalski: धौबादी) – gaun wikas samiti w zachodniej części Nepalu w strefie Lumbini w dystrykcie Nawalparasi. Według nepalskiego spisu powszechnego z 2001 roku liczył on 841 gospodarstw domowych i 5561 mieszkańców (2923 kobiet i 2638 mężczyzn).